# Cristoforo Ivanovich
Cristoforo Ivanovich, né à Budva (Dalmatie), en 1628, mort à Venise, avant le 6 janvier 1689, est un librettiste et historien de l'opéra.

## Biographie
Né à Budva (Dalmatie), en 1628, il s'installe en Italie vers 1655, à Vérone, où il est membre de l'Accademia Filarmonica et de l'Accademia dei Temperati, qui organisent des spectacles d'opéra et de théâtre.
À partir de 1657, il est à Venise, et y membre de l'Accademia Delfica. Il est secrétaire du Leonardo Pesaro, procurateur de Saint-Marc de Venise. En 1676, il est sous-chanoine, il est chanoine en 1681.
Auteur de livrets d'opéra, après quelques de circonstance, il se tourne vers le public de Venise, Vienne ou Piacenza.
Il a un échange épistolaire avec Giovanni Maria Pagliardi (1640-1702), dans lequel il donne une description rare du goût vénitien.
« Le caractère de cette ville aime un héroïsme sérieux, mais vivant, la pathétisme qui ne soit pas trop languissant, le comique pleinement vigoureux, mais allant de soi. »
Il a dressé un catalogue des opéras joués à Venise, de 1637 à 1681, et continué dans une seconde édition jusqu'en 1687, lequel, malgré des erreurs, est toujours une source importante. Il est agrémenté d'une dissertation sur les pratiques théâtrales de son époque.
Il est inhumé à l'Église San Moisè, à Venise; son monument funéraire a été exécuté par Marco Beltrame, il est daté de 1688.

## Catalogue des  livrets
- 1663, L'amor guerriero, dramma per musica, musique de Pietro Andrea Ziani sous le titre « La Circe ». Arrangé en 1675, et dédicacé à Francesco II d'Este.
- 1665, La Circe, dramma per musica, musique de Ziani, créée pour l'anniversaire de Léopold Ier de Habsbourg (1640-1705) (voir : 1669).
- 1669, Coriolano, dramma, musique de Francesco Cavalli, pour Ranuccio II Farnese.
- 1669, La costanza trionfante, dramma per musica, musique de Bernardo Pasquini, sous le titre « Dov'è amore è pietà » (voir : 1673).
- 1673, La costanza trionfante, dramma per musica, musique de Gian Domenico Partenio, adaptation de l'«Ipermestra » de Moniglia, dans le goût vénitien  (voir : 1679).
- 1673, Lisimaco, dramma per musica, musique de Giovanni Maria Pagliardi.
- 1678, L'africano trionfo di Pompeo, dramma per musica (non réalisé).
- 1679, La Circe, dramma per musica, musique de Domenico Freschi, arrangement de la version de 1665, dans le goût vénitien, créée au théâtre Sant'Angelo, dirigé par Francesco Santurini.
- 1681, La felicità regnante, serenata.
- (it + la) Cristoforo Ivanovich, Minerva al tavolino, 27 février 1680 (lire en ligne)